# On est prêt
 (septembre 2022).
On est prêt est une association française rassemblant des experts et scientifiques, des artistes, influenceurs, médias, des ONGs, des activistes, pour sensibiliser et mobiliser sur les enjeux environnementaux et sociaux.

## Histoire
On est prêt est un collectif français lancé en 2018. À partir de juillet 2018, Marie Toussaint et son ONG, Notre affaire à tous rejoignent le projet, autour d'un levier d’action politique à leur initiative : l’Affaire du siècle.
En novembre 2018, le collectif mobilise soixante-deux vidéastes durant 30 jours, sous format vidéo et dans une tonalité joyeuse malgré la gravité du sujet, pour exposer une problématique environnementale. On est prêt, soutient l’Affaire du siècle, recours contre l'État pour inaction climatique lancé par Oxfam France, Greenpeace France, la Fondation pour la nature et l’homme et Notre affaire à tous. Cette pétition, qui rassemble plus de 2,3 millions de signatures en quelques jours, celle-ci devient la pétition la plus signée de France.
Cette campagne rassemble 120 créateurs de contenu et personnalités dont Norman, Natoo, EnjoyPhoenix, Jhon Rachid, Professeur Feuillage et Lénie Cherino, Cyril Dion, Tiken Jah Fakoly, Audrey Pirault, Swan Périssé, PV Nova…
On est prêt co-produit une vidéo avec la chaîne YouTube Partager c’est sympa pour propulser la pétition de l’Affaire du siècle avec 130 personnalités dont Marion Cotillard, Cyril Dion, Juliette Binoche, Mcfly et Carlito, Pablo Servigne, Élie Semoun… 
En collaboration avec Arte, Yami2, Upian, l'ADEME et les sociologues du collectif « Quantité Critique », On est prêt lance l'opération « Il est temps » qui débute par un questionnaire de 133 questions, diffusé simultanément en Europe et en Asie, pour mieux comprendre la place que prend l'écologie chez les jeunes autour du monde,,. L’étude collecte plus de 390 000 réponses[source insuffisante].

### Convention citoyenne pour le climat
La proposition d’une Convention citoyenne pour le climat est formulée par le collectif des « Gilets citoyens », à la suite d'un effort de convergence des mouvements auquel On est Prêt contribue en janvier 2019[réf. nécessaire]. Ils s’appuient sur le succès de l’Affaire du siècle dans leur négociation avec Emmanuel Macron. En réponse, le gouvernement accepte la création d’une CCC, expérience démocratique unique en France[réf. nécessaire].
L'association est à l'origine du deepfake représentant le président de la République Emmanuel Macron qui explique pourquoi il ne fera rien pour notre planète — dans le cadre d'une mobilisation pour une vraie loi climat.

### Bienvenue en zone sauvage
En septembre 2021, au moment du Congrès mondial de la nature organisé par l'Union internationale pour la conservation de la nature (UICN) à Marseille, l'association sensibilise sur la préservation des animaux sauvages menacés d’extinction.
Pendant 45 jours, On est prêt communique sur des actions concrètes pour réduire les menaces qui pèsent sur les animaux sauvages et leur sauver la vie. Par exemple, mettre une clochette à son chat pour protéger les oiseaux, manger des aliments sans insecticides (les oiseaux se nourrissent d'insectes), planter des haies, ou encore mettre des mangeoires pour les oiseaux.
La campagne est déployée en France, Belgique, Espagne et Allemagne en quatre langues. Les espèces menacées sont sélectionnées avec l’aide de l’UICN France et Gilles Bœuf, ancien directeur du Muséum national d'histoire naturelle,.
En plus de la campagne de mobilisation en ligne et de passage à l’action, une cagnotte est créée sur le site de financement participatif  KissKissBankBank pour aider quatre associations : l’Association pour la protection des animaux sauvages, le Centre Athénas, la Société française pour l'étude et la protection des mammifères et l’Office pour les insectes et leur environnement. Pour les sensibiliser à l’extinction de masse, On est prêt embarque Natoo et Melococo sur le terrain à la rencontre des associations et Fatou auprès de l’Aspas.

## Fabrique de nouveaux récits

### Festival de Cannes (sessions 1 et 2)
À l’occasion du festival de Cannes 2019, On est prêt coécrit avec l’auteur-réalisateur Cyril Dion une tribune intitulée « Résister et créer » pour interpeller le monde du cinéma à l’heure des mobilisations pour le climat. Cette tribune est signée par plus de 200 artistes et professionnels du cinéma.‍
Deux ans après, On est prêt est de retour sur La Croisette en juillet 2021 avec Cyril Dion, pour soutenir la sélection éphémère « Le Cinéma pour le Climat », à travers une pétition du même nom signée par les équipes des six films et documentaires de la sélection, dont Louis Garrel, Aïssa Maïga, Marie Amiguet, Marion Cotillard, Cyril Dion ou Flore Vasseur.

### AvecPlus belle la vie
Magali Payen, fondatrice du mouvement, et Yasmina Auburtin, conseillère éditoriale d'On est prêt, accompagnent la production de Plus belle la vie, de l’écriture au tournage pour une aventure écologique dont le climax a lieu le 22 avril 2021, à l'occasion de la Journée de la Terre pour l'épisode numéro 4264 de la série télévisuelle[source insuffisante].

### Partenariats avec des maisons d’édition

#### Cahier de vacances écologiques avec First
Conçu pour les 7 à 77 ans, l'association édite un cahier de vacances aux éditions First et aborde une vingtaine de thématiques sous le prisme du jeu et reprend la dynamique d’On est prêt à travers des défis. Le cahier incite à s'interroger sur l’impact de ses gestes quotidiens, et d’amorcer une transition écologique dans ses voyages et dans son quotidien. Le cahier propose ainsi des solutions pour répondre à l’urgence climatique et à la crise de la biodiversité[réf. nécessaire].

#### Collection de romans jeunesse avec Glénat
En collaboration avec l'éditeur Glénat, l'association développe une collection de romans jeunesse consacrée aux questions environnementales. Dans ce cadre, la collaboration est principalement tournée vers le conseil et l’apport d’expertises sur les différentes thématiques traitées dans ces deux premiers romans (Le Cri du homard de Guillaume Nail et L'Été du changement de Sophie Adriansen).